# Pierre Vergniaud

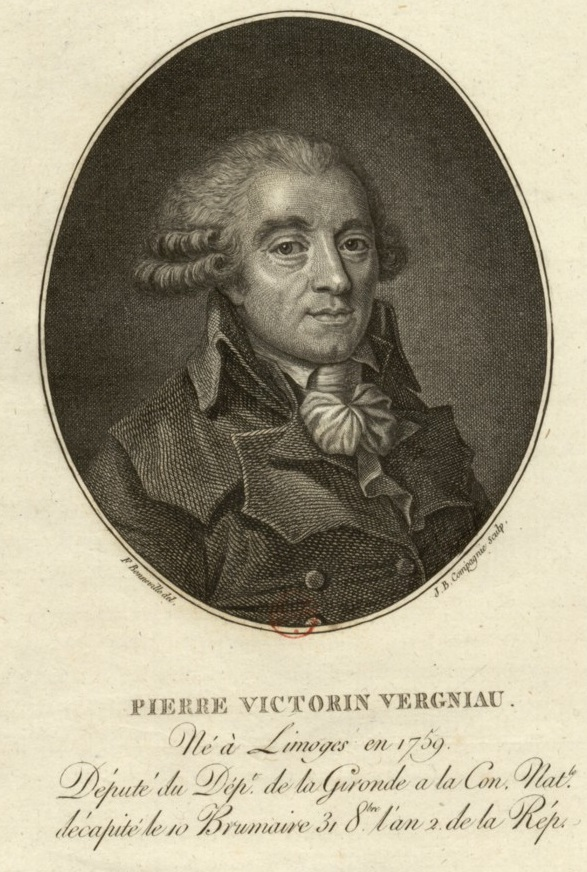
Pierre Vergniaud
Grafik von François Bonneville

Pierre Victurnien Vergniaud (* 31. Mai 1753 in Limoges; † 31. Oktober 1793 in Paris) war einer der Führer der Girondisten in der Französischen Revolution.
Sein Ausspruch „Die Revolution ist wie Saturn, sie frisst ihre eigenen Kinder“ erlangte in verkürzter Form sprichwörtliche Berühmtheit.

## Leben

### Herkunft, Ausbildung und Karriere bis 1789
Pierre Victurnien Vergniaud wurde als Sohn eines Heereslieferanten geboren. Der begabte Junge bekam mit Hilfe des damaligen Intendanten des Limousin, Turgot, ein Stipendium für das von Jesuiten geleitete Collège du Plessis in Paris und erhielt dort eine gründliche Ausbildung, vor allem in der griechischen und lateinischen Literatur sowie in der antiken Philosophie und Geschichte. Zeitlebens verehrte Vergniaud den römischen Philosophen Seneca, den deutschen Archäologen Winckelmann und den französischen Aufklärer Jean Meslier.
Da ihm sein durch Spekulationen verarmter Vater keine weitere Ausbildung finanzieren konnte, trat Pierre Victurnien in das Priesterseminar St. Sulpice ein. Er verspürte jedoch keine geistliche Berufung und verließ das Seminar bald, ohne die niederen Weihen empfangen zu haben. Sein Schwager Alluald, ein Ingenieur, der während der Revolution zum Bürgermeister von Limoges aufsteigen sollte, ermöglichte ihm jedoch ein Studium der Rechte in Bordeaux.
Nach seiner Zulassung als Anwalt fand Vergniaud eine Anstellung als Sekretär des Präsidenten des Parlements von Bordeaux, Charles du Patys (1746–1788). 1781 wurde er als Rechtsanwalt beim Parlament zugelassen, ein Jahr später gewann er seinen ersten Prozess souverän.

### Lokalpolitiker im Département Gironde 1789–1791
Pierre Victurnien Vergniaud diente nach dem Ausbruch der Revolution als Hauptmann in der Nationalgarde und trat 1790 in den Generalrat des Départements Gironde ein. Er gründete mit seinen Freunden Jean-Baptiste Boyer-Fonfrède (1765–1793) und Jean-François Ducos (1765–1793) den Jakobinerklub von Bordeaux und erlangte aufgrund seiner leidenschaftlichen Reden, in denen er die Leiden der Bauern anschaulich schilderte, den Ruf eines Volkstribuns.
Im März 1791 übernahm er den Vorsitz der Jury am Kriminalgericht. Anfänglich begrüßte Vergniaud die konstitutionelle Monarchie; er wandelte sich jedoch nach der misslungenen Flucht der königlichen Familie im Juni 1791 zum entschlossenen Republikaner und wurde am 31. August 1791 in die Legislative gewählt.

### Abgeordneter der Legislative 1791–1792
Pierre Victurnien Vergniaud zog im September 1791 nach Paris und lebte dort mit der Schauspielerin Julie Simon-Candeille (1767–1834) zusammen, für die er einige Szenen des damals bekannten Dramas Catherine, ou la belle fermière verfasste. In der Legislative, als deren Präsident er vom 30. Oktober bis 15. November 1791 amtierte, forderte Vergniaud die Errichtung einer Republik nach dem Vorbild Platons und schloss sich den Politikern um Jacques Pierre Brissot an, aus denen sich die Girondisten herausbildeten. 

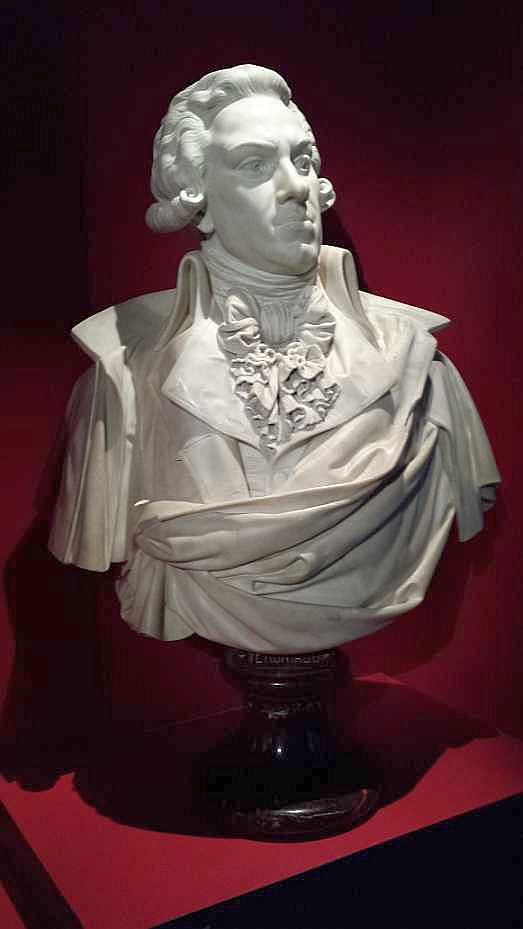
Pierre Victournien Vergniaud, Büste von Charles Auguste Arnaud, Bordeaux Musée d’Aquitaine

Um eine geplante Invasion Frankreichs nach der Pillnitzer Deklaration zu verhindern und um von Missständen im Innern abzulenken, riefen die Girondisten im Herbst 1791 zum Krieg auf. Vergniaud trat außerdem für die staatsbürgerliche Gleichheit aller Bürger vor dem Gesetz ein. Dies führte zu starken Widerständen der Sansculotten, die eine wirtschaftliche Gleichstellung erstrebten, und von Teilen des Adels und Großbürgertums, die die Verfassung des 3. September 1791 ablehnten und ihre Vorrechte bewahren wollten.
Im März 1792 setzte Vergniaud die Entlassung und Anklage des Außenministers de Lessart, der einen Krieg verhindern wollte, durch. Am 20. April 1792 erklärte Frankreich Österreich den Krieg, obwohl die königliche Armee noch nicht ausreichend für einen siegreichen Feldzug vorbereitet und gerüstet war. Die Armee stellte am 17. Mai 1792 ihre Kampfhandlungen vorläufig ein, und ihre Oberbefehlshaber forderten Ludwig XVI. auf, unverzüglich Frieden zu schließen. Daraufhin zeigten Brissot und Vergniaud am 23. Mai 1792 ein „österreichisches Komitee“ an, das unter Marie-Antoinettes Führung den Sieg der Österreicher und damit das Scheitern der Revolution vorbereitete. Die Legislative beschloss dann, die königliche Leibgarde aufzulösen, eidverweigernde Priester zu deportieren und 20.000 Föderierte in den Départements auszuheben. Ludwig XVI. legte gegen die beiden letzten Beschlüsse sein Veto ein; am 12. Juni 1792 entließ er die girondistischen Minister aus der Regierung und ersetzte sie durch Minister aus den Reihen der Feuillants.
Vergniaud versuchte nun, ein politisches Bündnis mit Lafayette zu bilden. Dies scheiterte, da Lafayette den Hof sowie die Feuillants bevorzugte und eigene Machtambitionen hegte. Der Bierbrauer Santerre organisierte am 20. Juni 1792, am Jahrestag des Ballhausschwurs, eine Kundgebung von 10.000 bewaffneter Sansculotten, um gegen die Entlassung der girondistischen Minister und gegen die zwiespältige Politik des Königs zu protestieren. Vergniaud nutzte die Unzufriedenheit der Pariser Bevölkerung und griff die Politik des Königs heftig an.
Nachdem am 10. Juli 1792 die Minister der Feuillants zurücktraten, führten Vergniaud, Guadet und Gensonné geheime Verhandlungen mit dem König, in der Absicht, die im Juni entlassenen girondistischen Minister wieder in ihren Ämtern einzusetzen. Vergniaud erhob deswegen am 24. Juli 1792 gegen die republikanische Bewegung seine Stimme und widersetzte sich am 4. August 1792 dem Beschluss der Legislative, den König abzusetzen.
Da sich Ludwig XVI. weigerte, erneut Girondisten in die Regierung zu berufen, wechselte Vergniaud wieder in das Lager der Republikaner. Er verkündete am 10. August 1792 die Absetzung Ludwigs XVI., nachdem die königliche Familie beim Tuileriensturm aus dem Palais des Tuileries entkam und bei den Abgeordneten der Legislative Schutz suchte, und forderte danach die Einberufung eines Nationalkonvents.

### Abgeordneter des Nationalkonvents 1792–1793
Im September 1792 wurde Pierre Vergniaud vom Département Gironde in den Nationalkonvent gewählt. Er verurteilte scharf die Septembermorde und rief am 21. September 1792 die Abschaffung der Monarchie aus. Im Oktober 1792 wurde er zu einem der Sekretäre des Nationalkonvents und zum Mitglied ihres ersten Verfassungsausschusses gewählt. Dort behauptete er sich neben Brissot und Manon Roland als bedeutendster Politiker der Girondisten sowie als Gegner der Montagnarden, die er aufgrund ihrer extremen Ansichten bekämpfte.
Vergniaud vertrat während des Prozesses gegen Ludwig XVI. den Standpunkt, dass die Verfassung des 3. September 1791 dem König Unverletzlichkeit zugestehe und diese ihm nur durch einen Volksentscheid aberkannt werden kann. Vom 10. bis 24. Januar 1793 leitete Vergniaud als Präsident die Versammlungen im Nationalkonvent. Er stimmte, trotz seiner ursprünglichen Meinung, am 17. Januar 1793 für den Tod des ehemaligen Königs. Wenig später lehnte Vergniaud die Errichtung des Revolutionstribunals ab. Ebenso widersetzte er sich einem Krieg mit England, der den wirtschaftlichen Interessen der Kaufleute von Bordeaux zuwiderlief, und geriet dadurch zunehmend in Konflikt zu den Jakobinern um Robespierre und Marat. Die Situation spitzte sich zu, als Robespierre am 10. April 1793 Vergniaud bezichtigte, während des Sommers 1792 eine Verschwörung zugunsten des Königs geplant zu haben, und ihm Moderatismus, zu viel Mäßigung, vorwarf. Deswegen rief Vergniaud am 4. Mai 1793 die Einwohner von Bordeaux auf, Truppen auszuheben und zur Verteidigung der girondistischen Abgeordneten nach Paris zu führen.
Am 31. Mai 1793 scheiterte der erste Versuch der Jakobiner um Robespierre und Marat, mit Hilfe der Pariser Sansculotten die Girondisten zu stürzen. Zwei Tage später umstellten jedoch tausende Sansculotten das Palais des Tuileries und forderten vom Nationalkonvent, alle 22 girondistischen Abgeordneten zu ächten und zu verhaften. Vergniaud wurde noch am selben Tag unter Hausarrest gestellt. Das Revolutionstribunal klagte am 2. Oktober 1793 die Abgeordneten der Gironde an und verurteilte sie am 30. Oktober 1793 zum Tode, ein Urteil, das schon vor dem Beginn des Prozesses feststand. Am nächsten Tag, im Revolutionskalender der Tag des Pfluges, starben innerhalb von vierzig Minuten 21 Girondisten unter dem Fallbeil. Obwohl Vergniaud seit Tagen ein Fläschchen mit Gift bei sich getragen hatte, machte er keinen Gebrauch davon, seinem Leben kurz vor der Hinrichtung selbst ein Ende zu setzen. Pierre Victurnien Vergniaud erlebte die Hinrichtung seiner politischen und persönlichen Freunde, wie Brissot, Gensonné, Boyer-Fonfréde oder Ducos, und wurde als Letzter zum Schafott geführt. Auf dem Schafott sagte er seinen letzten Satz: „Die Revolution, gleich Saturn, frisst ihre eigenen Kinder.“